# Claudius Bombarnac

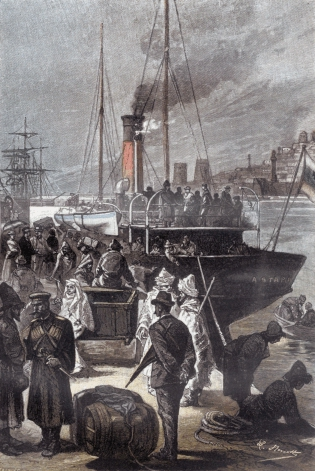
Illustration des Zeichners Léon Benetts für den Roman Claudius Bombarnac

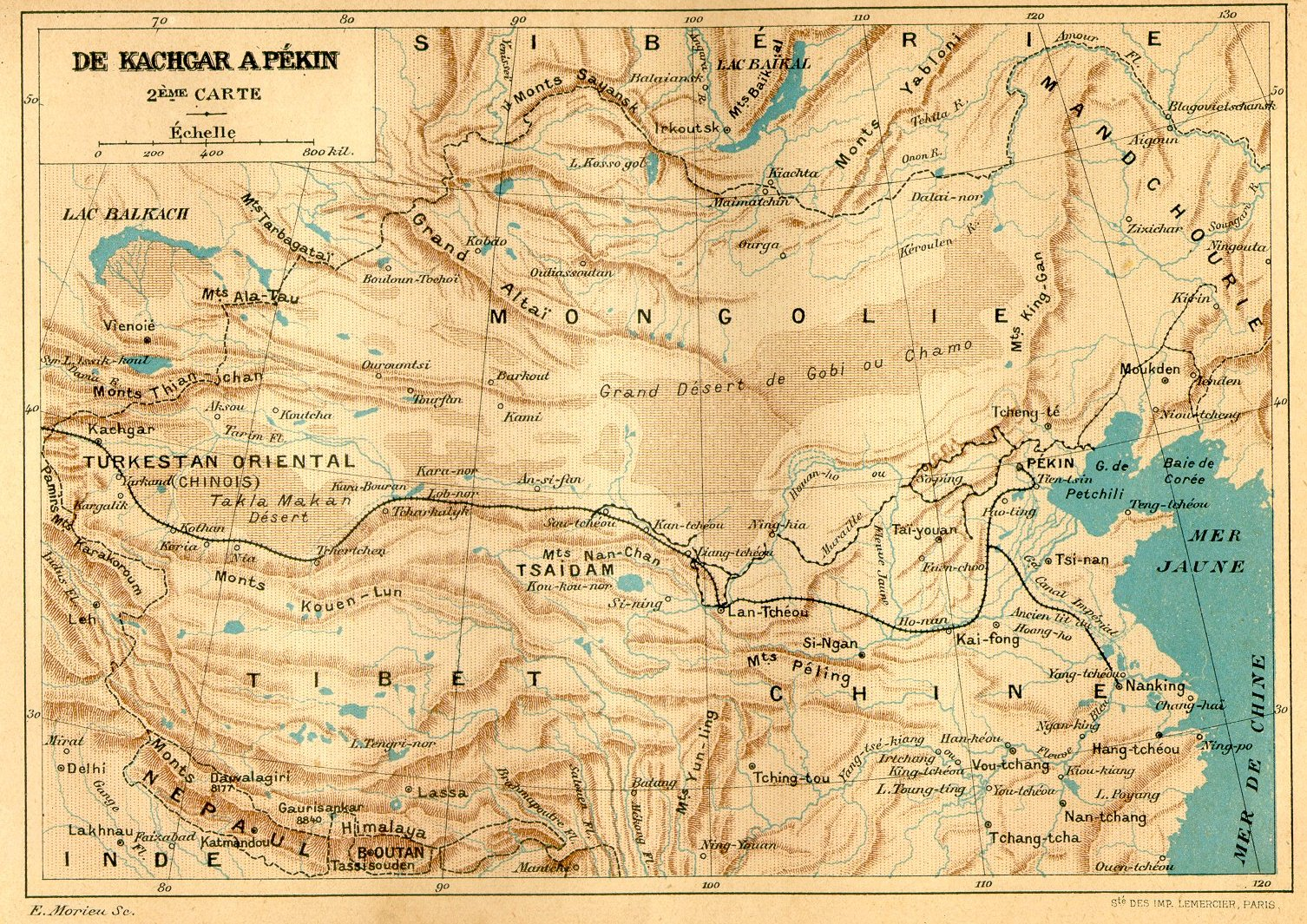
Reiseweg Claudius Bombarnacs

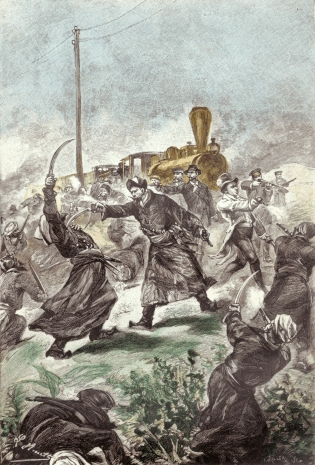
Seigneur Faruskiar tötet den Anführer der Banditen im Zweikampf

Claudius Bombarnac ist ein Roman des französischen Schriftstellers Jules Verne. Der Roman wurde erstmals als Buch am 21. November 1892 von dem Verlag Pierre-Jules Hetzel unter dem französischen Titel Claudius Bombarnac veröffentlicht, nachdem eine Vorab-Veröffentlichung vom 10. Oktober bis 7. Dezember 1892 in der Zeitschrift Le Soleil stattfand. Die erste deutschsprachige Ausgabe erschien 1893 unter dem Titel Claudius Bombarnac mit dem Untertitel Notizbuch eines Reporters. Der englische Titel des Romans lautet Claudius Bombarnac.

## Handlung
Der Reporter Claudius Bombarnac berichtet im Auftrag der französischen Zeitschrift XX. Jahrhundert über seine Eindrücke vom Leben in Georgien und der Hauptstadt Tiflis. In Tiflis erhält er per Telegramm den Auftrag, mit der neueröffneten Groß-Transasiatischen-Bahn von Uzan-Ada am Ostufer des Kaspischen Meeres nach Peking zu fahren und dem XX. Jahrhundert über seine Reiseerlebnisse zu berichten.
Claudius Bombarnac fährt mit dem Zug nach Baku und überquert mit dem Dampfschiff das Kaspische Meer. Auf seiner Reise lernt er den Amerikaner Fulk Ephrinell, ein Vertreter für dritte Zähne, und die Britin Horatia Bluett, eine Vertreterin für Perücken, kennen, die im Kaiserreich China Handel treiben wollen. Während der Überquerung des Kaspischen Meeres bemerkt Claudius Bombarnac auf dem Schiff eine große Kiste, die für ein Fräulein Zinka Klork in Peking bestimmt ist. Aus der Kiste dringt ein Schnarchen; in der Kiste sitzt ein blinder Passagier.
In Uzun-Ada lernt Claudius Bombarnac neben dem russischen Zugführer Popow weitere Reisende kennen, die ebenfalls nach Peking fahren. Da sind der russische Major Noltitz, der arrogante Sir Francis Trevellyan, die französischen Eheleute Caterna – beides Schauspieler – und der dicke Baron Weißschnitzerdörfer aus München, der die Erde in 39 Tagen umrunden will und es deshalb immer eilig hat.
Später wird ein weiterer Waggon an den Zug gehängt. Claudius Bombarnac findet heraus, dass sich in dem Waggon ein Sarkophag mit der Leiche des Mandarins Yen-Lu befindet, und telegraphiert diese Neuigkeit an seine Redaktion. Außerdem steigen zwei weitere Passagiere zu, der geheimnisvolle Seigneur Faruskiar Effendi, der sich nach Überquerung der chinesischen Grenze bei der Passkontrolle als hoher Beamter der chinesischen Eisenbahnverwaltung entpuppt, und sein Gehilfe Gangir.
Während der Überquerung des Pamir löst sich der Waggon mit der Leiche vom Rest des Zuges, der Zug muss zurückfahren und den Waggon wieder anhängen.
Während der Zug Turkestan durchquert, erhält Claudius Bombarnac ein Telegramm seiner Redaktion. Der Zug befördert keine Leiche, sondern den kaiserlichen Schatz, der von Seigneur Faruskiar bewacht werden soll.
Claudius Bombarnac findet die Kiste, in der sich der blinde Passagier befindet, im Gepäckwagen wieder. Er besucht nachts den blinden Passagier, den Rumänen Kinko, und kann sein Vertrauen gewinnen. Kinko reist nach Peking, um dort das Fräulein Zinca Klork, der die Kiste zugestellt werden soll, zu heiraten. Claudius Bombarnac unterstützt Kinko während der weiteren Reise, er versorgt ihn mit Lebensmitteln und verspricht, dafür zu sorgen, dass Kinko unentdeckt sein Ziel erreicht.
Heiraten wollen auch Fulk Ephrinell und Horatia Bluett, die sich während der Fahrt nähergekommen sind. Die Trauungszeremonie, die während der Reise im Salonwagen stattfindet, wird jäh unterbrochen, als der Zug auf freier Strecke hält. Die Reisenden steigen aus, die Schienen sind auf einer Länge von 400 Metern entfernt worden. Plötzlich wird der Zug von Banditen unter Führung des berüchtigten Ki Tsang überfallen. Die Reisenden setzen sich zur Wehr, aber erst als Seigneur Faruskiar den Anführer im Zweikampf tötet, fliehen die Räuber. Die Reisenden setzen gemeinsam die Strecke instand, der Zug erreicht die nächste Station mit 30 Stunden Verspätung.
Kurze Zeit später wird die Trauung von Fulk Ephrinell und Horatia Bluett wiederholt. Nach der Hochzeit diskutieren die Eheleute schon über geschäftliche Dinge, die Gefühle kühlen ab, in Peking lassen sie sich scheiden und gehen dann getrennte Wege. Am letzten Abend der Reise besucht Claudius Bombarnac Kinko wieder einmal in seinem Versteck. Zufällig belauschen sie dabei ein Gespräch zwischen Ghangir und Seigneur Faruskiar, der nach seinem Zweikampf mit Ki Tsang als Held gefeiert worden ist. Seigneur Faruskiar will den Schatz stehlen. Er plant, den Lokführer und den Heizer zu ermorden, den Zug auf eine Nebenstrecke umzuleiten und einen halbfertigen Viadukt hinunterstürzen zu lassen. Claudius Bombarnac und Kinko können zwar nicht verhindern, dass die Besatzung der Lokomotive ermordet und der Zug umgeleitet wird, bringen jedoch die Lokomotive kurz vor Erreichen des Viadukts zum Stehen. Seigneur Faruskiar und Ghangir sind verschwunden.

## Wertung
Claudius Bombarnac ist eine Reiseerzählung, die von ihren skurrilen Nebenfiguren lebt. Sir Francis Trevellyan ist der typische Brite, der sich von allem abseits hält. Die Eheleute Caterna sind – wie auch der Erzähler Claudius Bombarnac – die typischen Franzosen, immer zu einem Scherz bereit, mit einer Schwäche für Romantik. Der Baron Weißschnitzerdörfer ist ein für Jules Verne typischer Deutscher, eine eher lächerliche als unsympathische Nebenfigur. Er will – in Anspielung auf Jules Vernes In 80 Tagen um die Welt – die Erde umrunden. Er drängt auf Eile, was die anderen Personen eher kalt lässt, während die Reisenden in In 80 Tagen um die Welt während ihrer Weltreise fast immer unterstützt werden. Weißschnitzerdörfer wird als Tollpatsch geschildert, der immer zu spät kommt. Infolge einer Pechsträhne kann er seine Reise in 147 Tagen vollenden.
Im ersten Teil des Romans schildert der Erzähler seine Besuche in Städten wie Buchara, Samarkand oder Kaschgar, an denen die Bahnlinie vorbeiführt. Der Zug hat – zum Ärger des Barons – oft mehrere Stunden Aufenthalt, so dass Claudius Bombarnac für seine Besichtigungen, bei denen er von Major Noltitz oder den Eheleuten Caterna begleitet wird, reichlich Zeit hat. Der Leser wird über die Geschichte der Städte, sehenswerte Bauwerke und die Bevölkerung etwas zu ausgiebig informiert. Richtige Spannung kommt erst im zweiten Teil des Buches auf, sodass der Reporter am Ende doch noch die von seiner Redaktion gewünschte spannende Reportage schreiben kann. Der Roman endet in Peking mit der Hochzeit von Zinca Klork und Kinko, bei der noch einmal alle Reisenden anwesend sind. Auch der Baron Weißschnitzerdörfer ist dabei, denn er hat seinen Anschluss, das Schiff nach Tien Tsin um einige Stunden verpasst.

## Ausgaben
- Jules Verne: Claudius Bombarnac. Édition L’Ormeraie, Paris 1976 (Nachdr. d. Ausg. Paris 1892).
- Jules Verne: Claudius Bombarnac. Verlag Neues Leben, Berlin 1991, ISBN 3-355-01294-7.